# フリーフレーム工法
フリーフレーム工法（フリーフレームこうほう）は、のり面保護工法の一種である。クリンプ金網（織金網）を並列型枠として内部に鉄筋を組み立てて、型枠内に吹き付工法でコンクリートを打設してコンクリート枠のりを構築する工法である。
型枠柔軟性がありのり面地山の凹凸や曲面に順応することが可能で、吹き付工法の利点と合わせて施工性が良く日本国内で最も多く施工されている。
枠の断面が200mm×200mmは法面保護工法、緑化の基礎工として施工される。
枠の断面が300mm×300mm以上はロックボルトアンカーの受圧版として施工される。
型枠は柔軟性がありのり面の凹凸や曲面に順応して組み立てることが出来る。

## 概要
ライト工業の長岡信玄が1975年（昭和50年）に独立して会社を興した後開発した工法で、日光宇都宮道路法面工事で初採用された。以来各地で採用され、2004年には累計施工実績が7000万mを超えている。
施工される目的は法面の保護工事であるが、のり面の緑化基礎、小規模崩壊、大規崩壊抑止を目的としたアンカー受圧版として多目的に採用され、国土の保全や災害復旧工事などに貢献している。阪神・淡路大震災でも、被災地域135箇所のフリーフレームのうち「変状なし」が87%で、法面破壊などにより早急な対策工事が必要と判断されたものはなく、フリーフレームの実力が示された。また日本国内の景観向上にも貢献しており日本の風景に溶け込んだ工法として発展している。